# Primula cuneifolia
Primula cuneifolia är en viveväxtart som beskrevs av Carl Friedrich von Ledebour. Primula cuneifolia ingår i släktet vivor, och familjen viveväxter.

## Underarter
Arten delas in i följande underarter:
- P. c. cuneifolia
- P. c. saxifragifolia
- P. c. hakusanensis
- P. c. heterodonta

## Bildgalleri

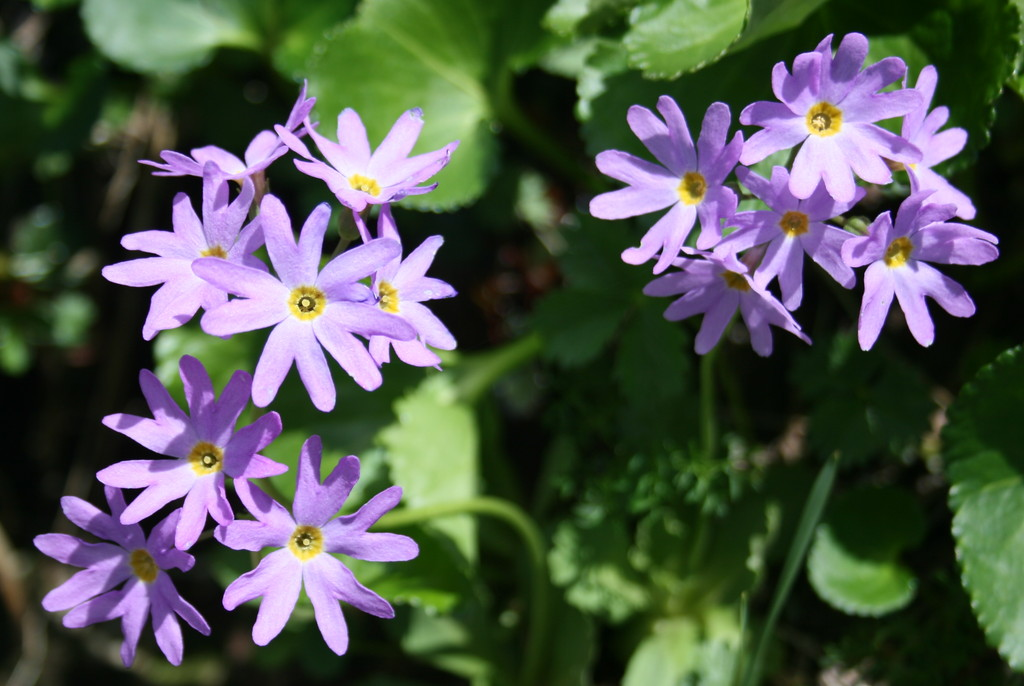
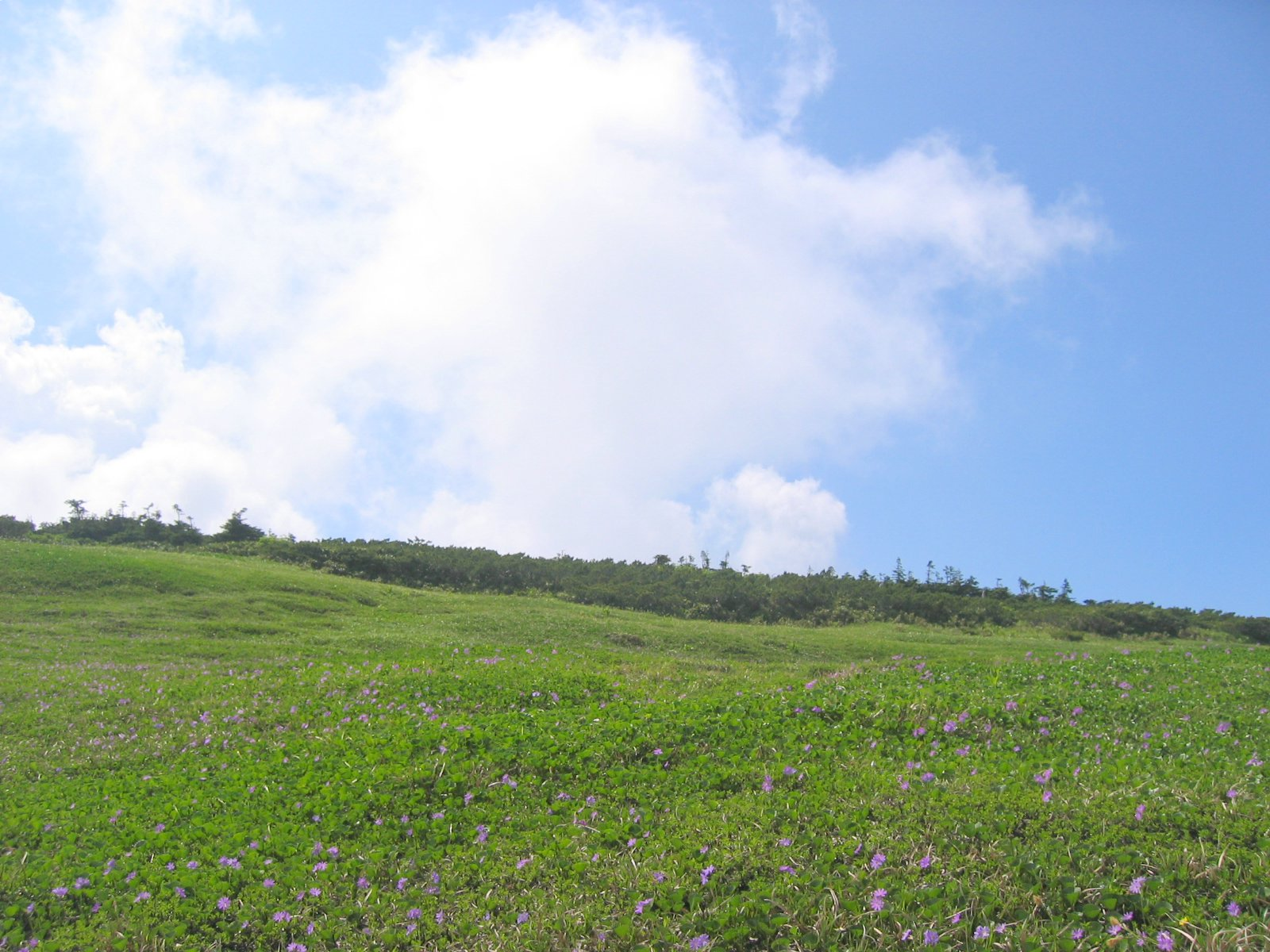
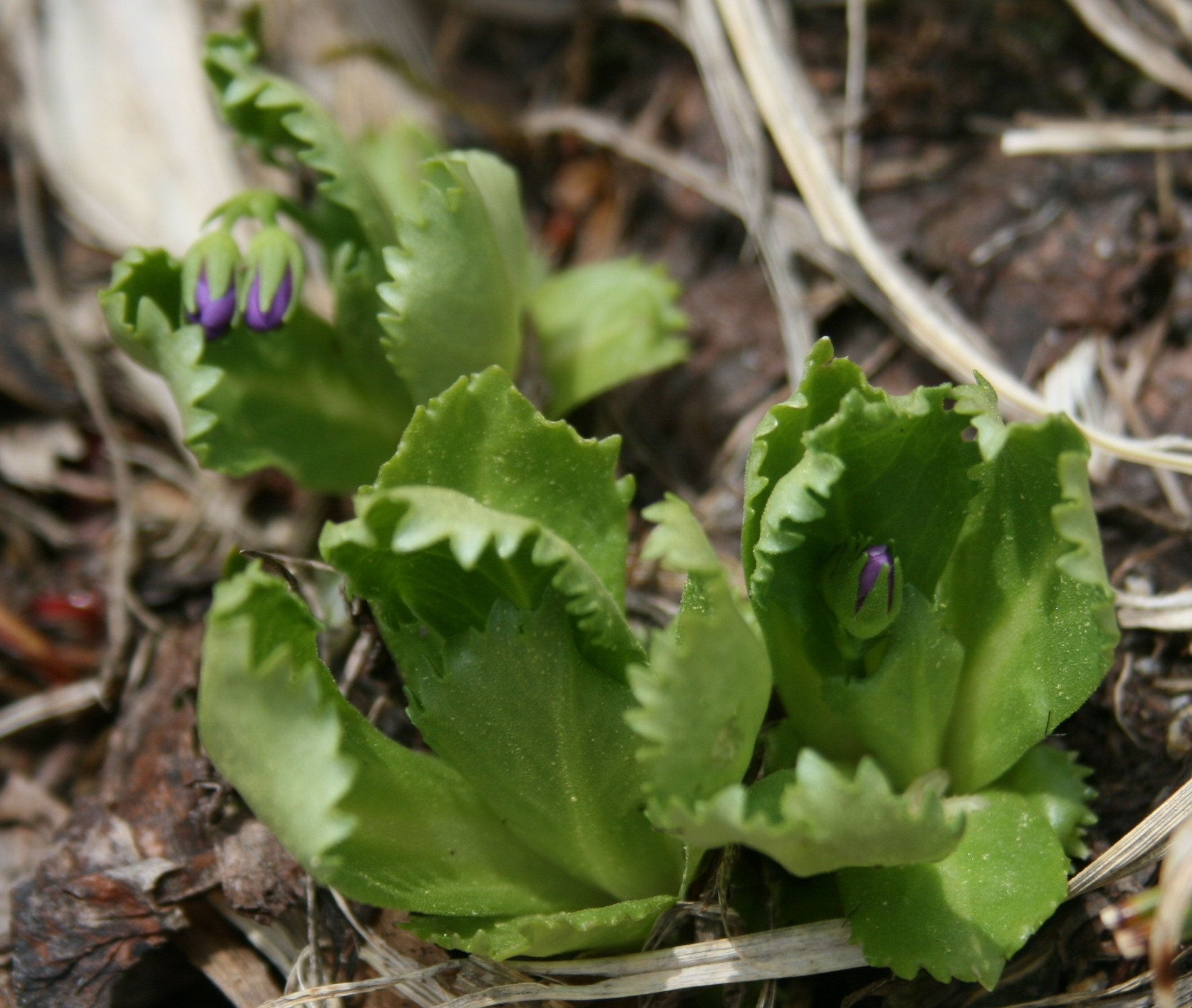
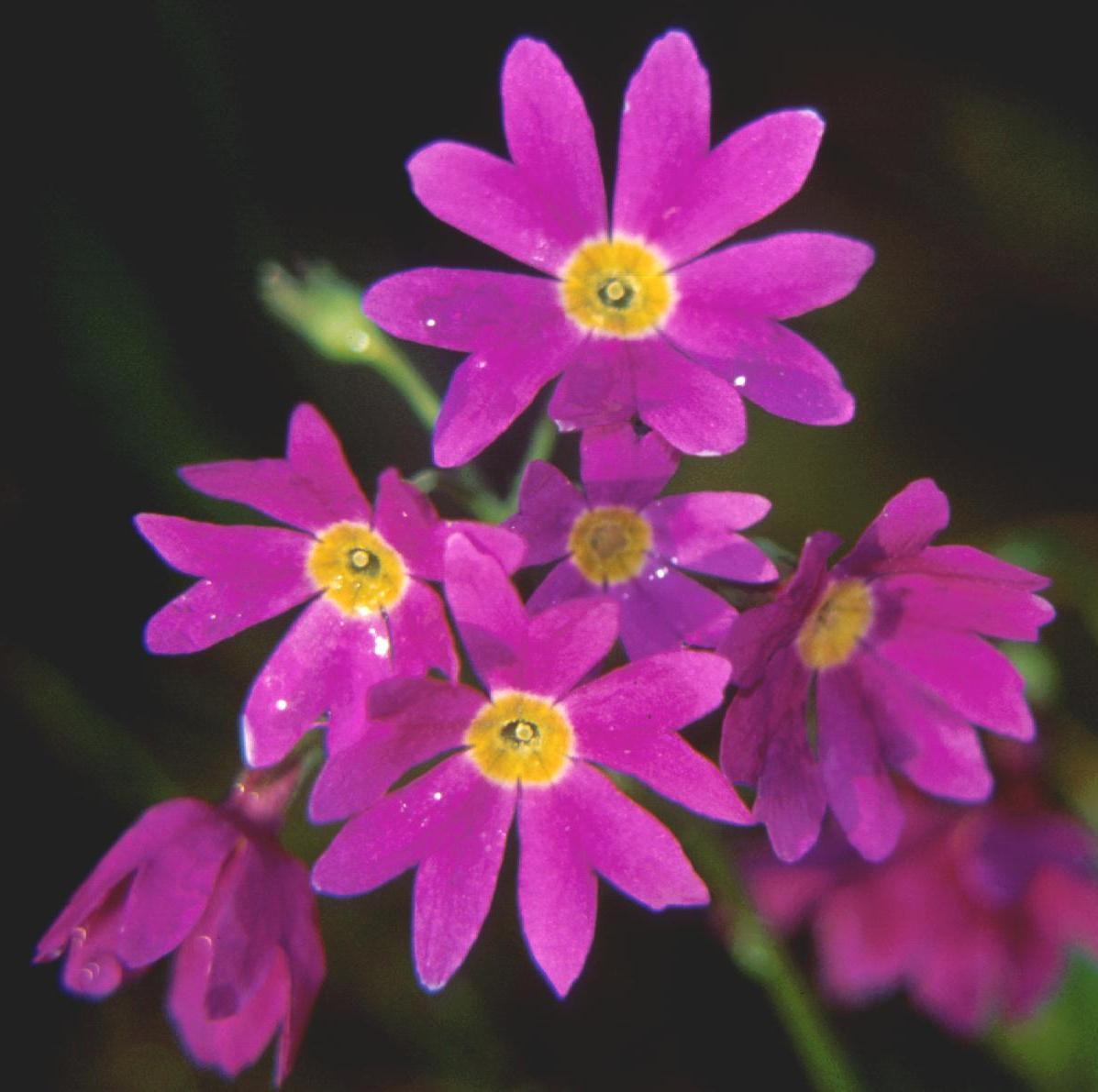
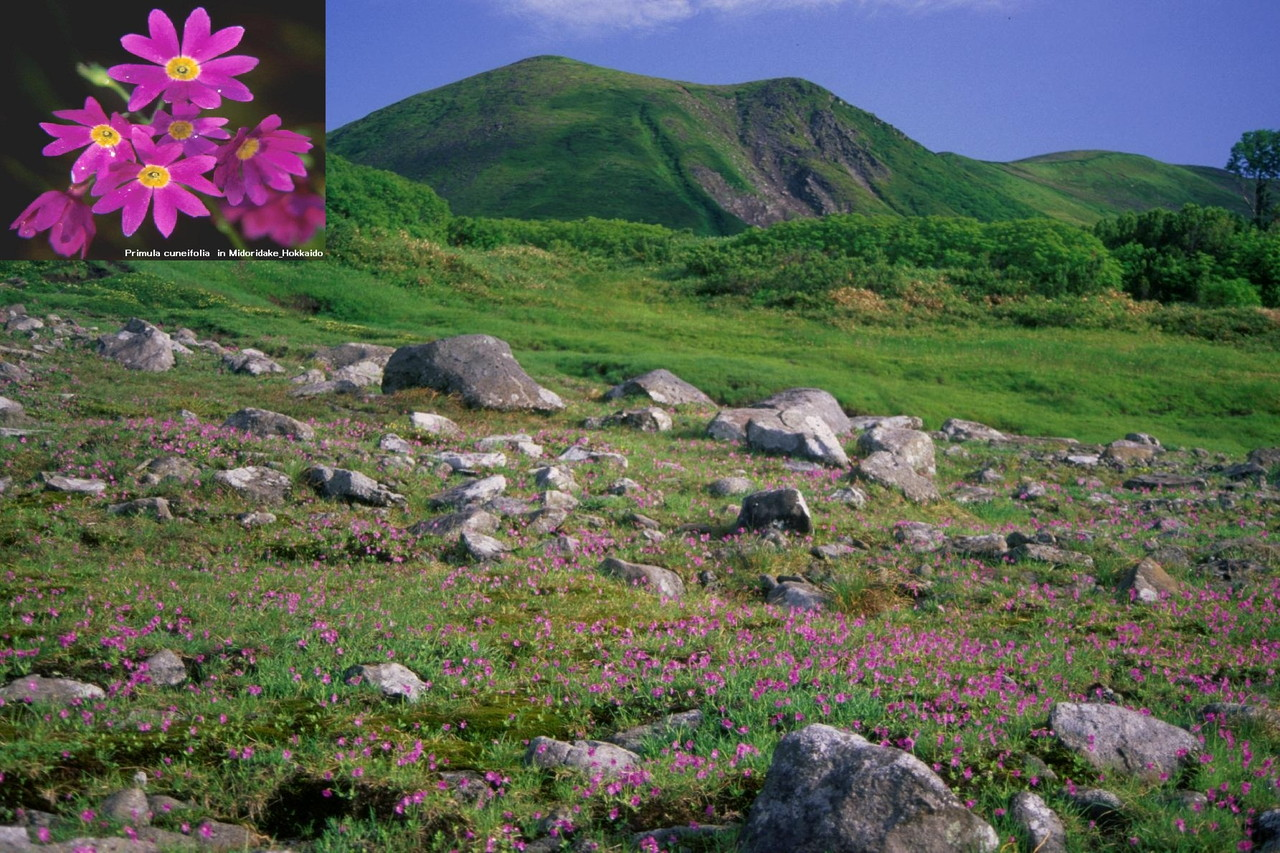
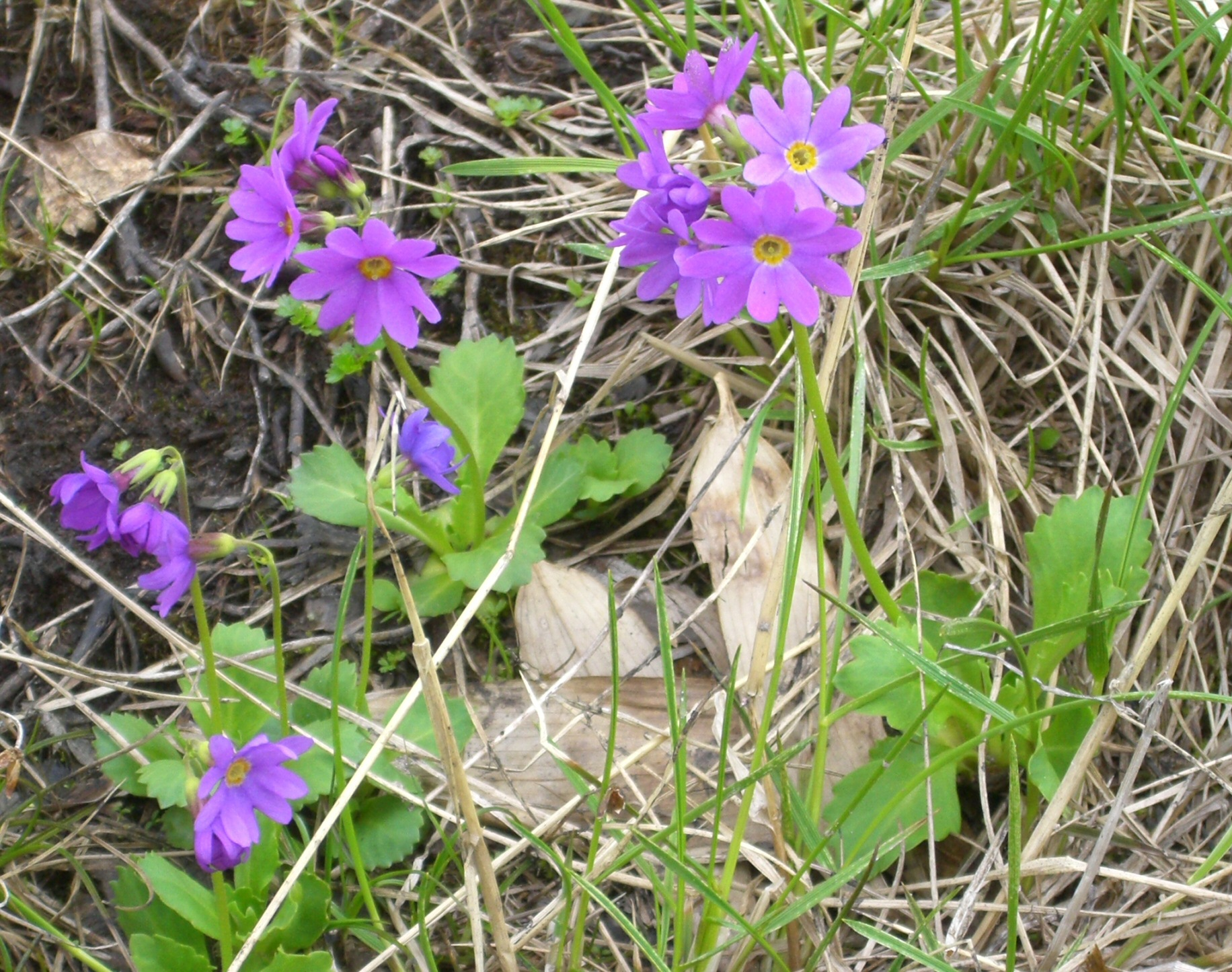